# Tony Kay
Anthony Herbert "Tony" Kay (født 13. maj 1937 i Sheffield, England) er en engelsk tidligere fodboldspiller (venstre half).
Kay spillede otte sæsoner hos Sheffield Wednesday i sin fødeby. I 1962 skiftede han til Everton, som han året efter vandt det engelske mesterskab med.
Kay spillede én kamp for det engelske landshold, en venskabskamp mod Schweiz 5. juni 1963. Kampen endte med en engelsk sejr på hele 8-1 og Kay scorede det ene af englændernes mål.
I 1964 blev Kay udelukket fra fodbold på livstid af det engelske forbund som følge af hans rolle i en matchfixing-skandale.

## Titler
Engelsk mesterskab
- 1963 med Everton